# Вагнер, Эдуард
Эдуард Вагнер (1 апреля 1894 — 23 июля 1944) — немецкий генерал артиллерии, генерал-квартирмейстер сухопутных войск и участник заговора 20 июля.

## Биография
Родился 1 апреля 1894 года в семье будущего судьи окружного суда в небольшом городке Кирхенламиц, Бавария. После окончания средней школы в Лоре осенью 1912 года зачислен фанен-юнкером в 12-й полк полевой артиллерии Баварской армии. 2 августа 1914 года в связи с мобилизацией по случаю Первой мировой войны  произведен в лейтенанты. В годы войны был награждён Железным крестом обеих степеней и орденом «За военные заслуги» IV степени с мечами и короной. В середине апреля 1917 года получил звание обер-лейтенанта. 
Весной 1919 года поступил на службу в 21-ю стрелковую бригаду, которая под командованием Эппа участвовала в подавлении Баварской советской республики. Зачислен в рейхсвер. Служил в 7-м (Баварском) артиллерийском полку. 1 ноября 1924 года получил звание капитана, а весной 1932 года — майора. После прихода к власти национал-социалистов продолжил службу в вермахте. 1 апреля 1935 года получил звание подполковника, а 1 октября 1936 года был назначен начальником отдела в Генеральном штабе сухопутных войск. В конце весны 1939 года занял должность командира 10-го артиллерийского полка в Регенсбурге. Во время мобилизации летом 1939 года оставил командование и был переведён в Генеральный штаб сухопутных войск, где стал генерал-квартирмейстером. В этой должности вёл переговоры с начальником Главного управления имперской безопасности Рейнхардом Гейдрихом о компетенции айнзатцгрупп полиции безопасности и СД в ходе предстоящей Восточной кампании. 31 июля 1939 года Гейдрих и Вагнер заключили официальное соглашение,  согласно которому в польскую кампанию за «подавление всех антиимперских и антинемецких элементов на вражеской территории в тылу сражающихся войск» и их отправку в концентрационные лагеря должны были отвечать айнзатцгруппы — специальные мобильные отряды полиции безопасности СС и СД. Однако соглашение прямо запрещало айнзатцгруппам жестоко обращаться с задержанными или убивать их; реальность на местах выглядело совсем иначе.
Как генерал-квартирмейстер Вангер нёс свою долю ответственности за оккупационную политику в тылу, за политику голода по отношению к гражданскому населению и прежде всего за совершенно недостаточное питание советских военнопленных, сотни тысяч которых погибли от голода. 
Вагнер был хорошо осведомлён о военных преступлениях, планируемых нацистами. В конце февраля 1943 года Отто Бройтигам из Имперского министерства оккупированных восточных территорий получил личный доклад Вагнера о дискуссии с Генрихом Гиммлером, в которой тот выражал намерение убить около 80 % населения Франции и Англии специальными подразделениями СС после победы Германии. До этого Гитлер назвал англичан низшим классом «расово неполноценных».

### Заговор 20 июля
С 1943 года Вагнер разделял озабоченность заговорщиков исходом войны и поэтому поддерживал подготовку покушения на Гитлера различными группами военной оппозиции. 20 июля 1944 года предоставил Штауффенбергу самолет, чтобы тот мог покинуть Растенбург после взрыва.
После неудачной попытки государственного переворота, понимая неизбежность своего ареста и опасаясь выдать гестапо имена остальных заговорщиков, выстрелил себе в голову и умер в полдень 23 июля 1944 года.